# 斯海恩德尔
斯海恩德尔（荷蘭語：Schijndel，荷蘭語發音：[ˈsxɛindəl] ⓘ）是荷蘭的一個旧市鎮，位於荷蘭南部，屬於北布拉班特省。斯海恩德尔設立於1309年12月6日。2017年1月1日，斯海恩德尔和聖烏登羅德及費赫爾合併為新市镇“迈厄赖斯塔德”。